# Сефевидский Талыш

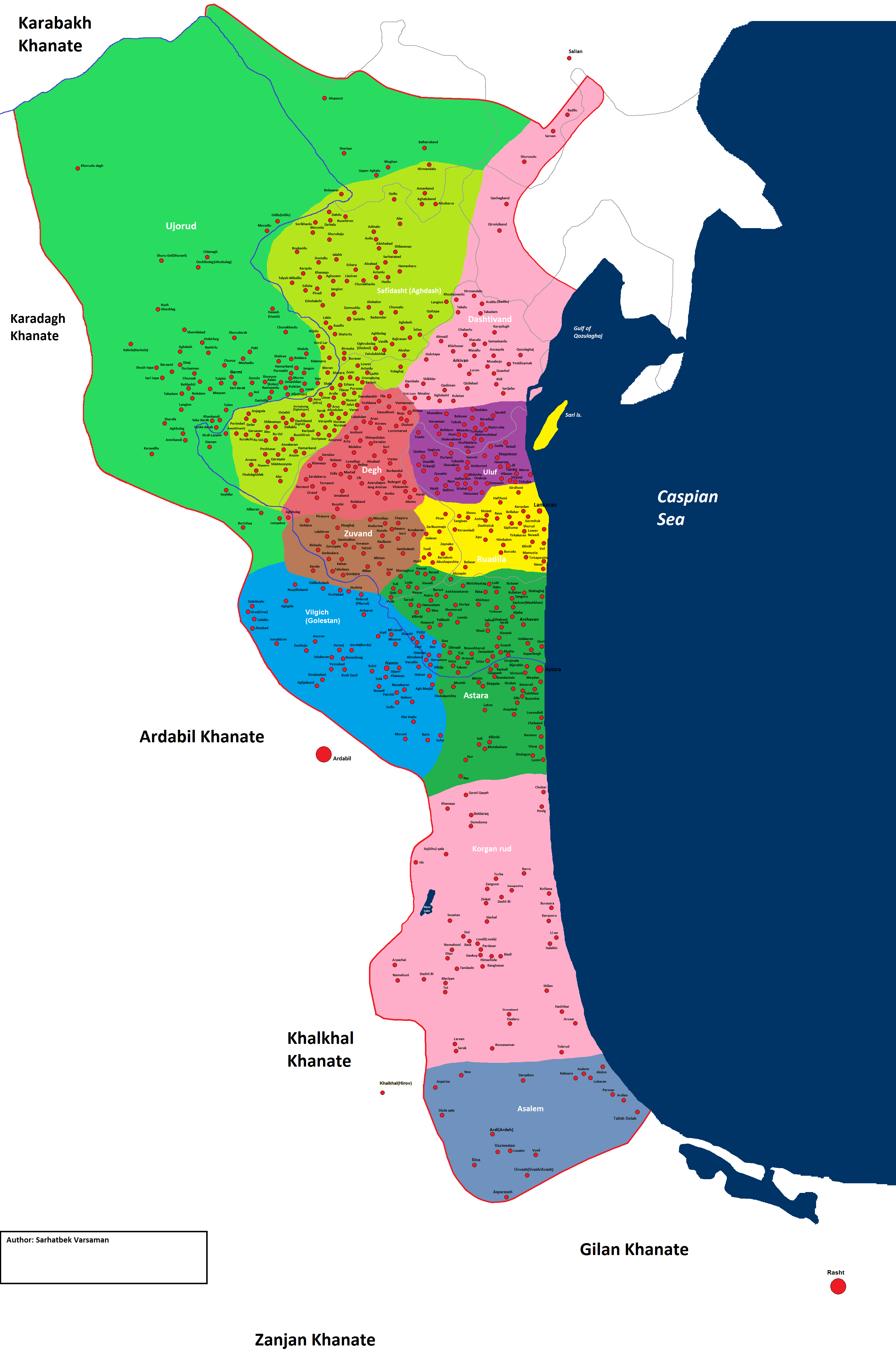
Владения Талышей

Сефевидский Талыш — область Сефевидского Ирана (1501—1736 гг.), располагавшейся в Большом Талыше, ныне разделенной между Ираном и Азербайджаном. Территория региона в основном состоит из двух подчиненных губерний — «Астаринской» и «Ленкоранской». Город Астара был его административным центром, опорой власти Сефевидов в регионе.

## Историография
Об истории Талыша раннего и нового времени известно мало. В отличие от других регионов персидского мира, в эпоху Сефевидов не было написано талышских хроник. Две персидские летописи были написаны после того, как северный Талыш стал российской провинцией. Первым из них является «Ахбарнаме» (1882 г.) (то есть «Хроники»), написанный Мирзой Ахмадом ибн Мирзой Худаверди. Другая местная хроника — «Джавахер Наме-йе Ланкаран» (1869 г.) (то есть «Книга драгоценностей Ленкорани»), написанная Саид-Али ибн Казем-бегом Борадигахи (1800—1872 гг.). Другой первоисточник, который может быть добавлен к источникам летописного типа, — это российский обзор «История Талышского ханства» (1885 г.) (то есть «История Талышского ханства»), написанный Теймуром Байрамалибековым (1863—1937 гг.). Две другие группы первичных источников — это документальные материалы и отчеты о поездках. Ирада Мамедова (1967 г.р.), историк, изучавшая российские архивы по этому поводу, особенно архив внешней политики Российской империи, прояснила некоторые неясности историографии Талыша. Талышское ханство (1736—1840) было поворотным моментом в истории Талыша, поэтому на нем сосредоточено большинство современных исследований.

## Анализ
В 1966 году Фирудин Асадов (1936—2018), который первым изучал период до образования Талышского ханства, дал краткое описание корней основания ханства в период 1703—1747 годов и не охватывал многие события. Асадов также описывал приход к власти Сейеда Аббаса после провозглашения Шахом Надира Афшара (годы правления 1736—1747). Однако указ о Сейеде Аббасе был издан в 1654 году. Автор перепутал «Сейед Аббас» с «Мир Аббас». В книге Саид-Али говорится, что фундамент будущего Талышского ханства был заложен Миром Аббас-ханом, назначенным в феврале 1654 г. халифом (духовным наместником шаха) в регионе указом шаха Аббаса II.
Согласно «Ахбарнаме», Сейед Аббас правил Талышской областью в течение 20 лет, состоящей из районов Улуф, Даштванд и Уджаруд. Асадов написал в своей книге «Талышское ханство» (1999), что Сейед Мир Аббас-бек не только поддерживает царствование Надира, но даже просит принять его сына Сейеда Джамал ад-Дина на службу в персидской армии. Он написал эти материалы на основе Саид-Али, но у Саид-Али такого не было. Историк Мамедова не думала, что Сейед Аббас мог прожить так долго. В другом месте Асадов писал, что правление Сейеда Аббаса в Талышском ханстве длилось недолго, он умер в 1749 году. Если он умер в 1749 году (согласно Ахбарнаме, его правление длилось 20 лет), то он должен был прийти к власти в 1729 году. В то время Надир не был персидским шахом. С другой стороны, российские архивные документы показывают, что Мир Аббас-бек был схвачен и обезглавлен турками в 1726 году. Асадов писал, что Надир-шах приказал Сейеду Аббасу прийти к власти в Талыше. Однако он не говорит, откуда он это взял. Это было бы невозможно. Потому что, во-первых, в архивных документах написано, что его убили. Во-вторых, в книге Саид-Али, когда Надир провозгласил себя шахом, он написал, что Мир Аббаса уже нет в живых.
Противоречия между «Ахбарнаме» и «Книгой драгоценностей Ленкорани» очевидны и далеки от действительности. Мамедова считала правильным предпочесть Саид-Али, поскольку он подходил к событиям с исторической точки зрения Мирзы Ахмада, использовал исторические источники своего времени, а в некоторых случаях выражал критическое отношение. Автор указывает точную дату указа, поэтому можно предположить, что он видел указ. Хроника относила это событие к периоду правления Надира и описывала, что он из бедняка превратился в правителя Ленкорани. По словам Мамедовой, это неубедительно, потому что несовместимо с историческими событиями. Сейед Аббас не упоминается в трудах российских и зарубежных путешественников, побывавших в этих местах, много упоминается только Муса-хан.
Следует сделать вывод, что было два человека по имени «Аббас». Первым был Сейед Аббас, основавший династию Талышских ханов. Вторым был Мир Аббас или Аббас-Коли-хан, ставший ханом в начале XVIII века и убитый османами в 1726 году. Это подтверждают и другие факты. В архивном документе Мир Азиз-хан упоминается как брат Мир Аббас-бека. В другом месте Мир Аббас-бек предлагает доверить России либо своего брата, либо сына, чтобы продемонстрировать свою преданность [6]. Мамедова назвала Мир Аббаса сыном Сейеда Аббаса [6], но Хансуваров считает, что Мир Аббас был внуком Сейеда Аббаса. Его отца звали Сейед Юсеф, который сменил своего деда в религиозных делах. Сейед Юсеф был похоронен в деревне Юхари Нувади (тал. Жина Нувади) под Ленкоранью.

## Администрация

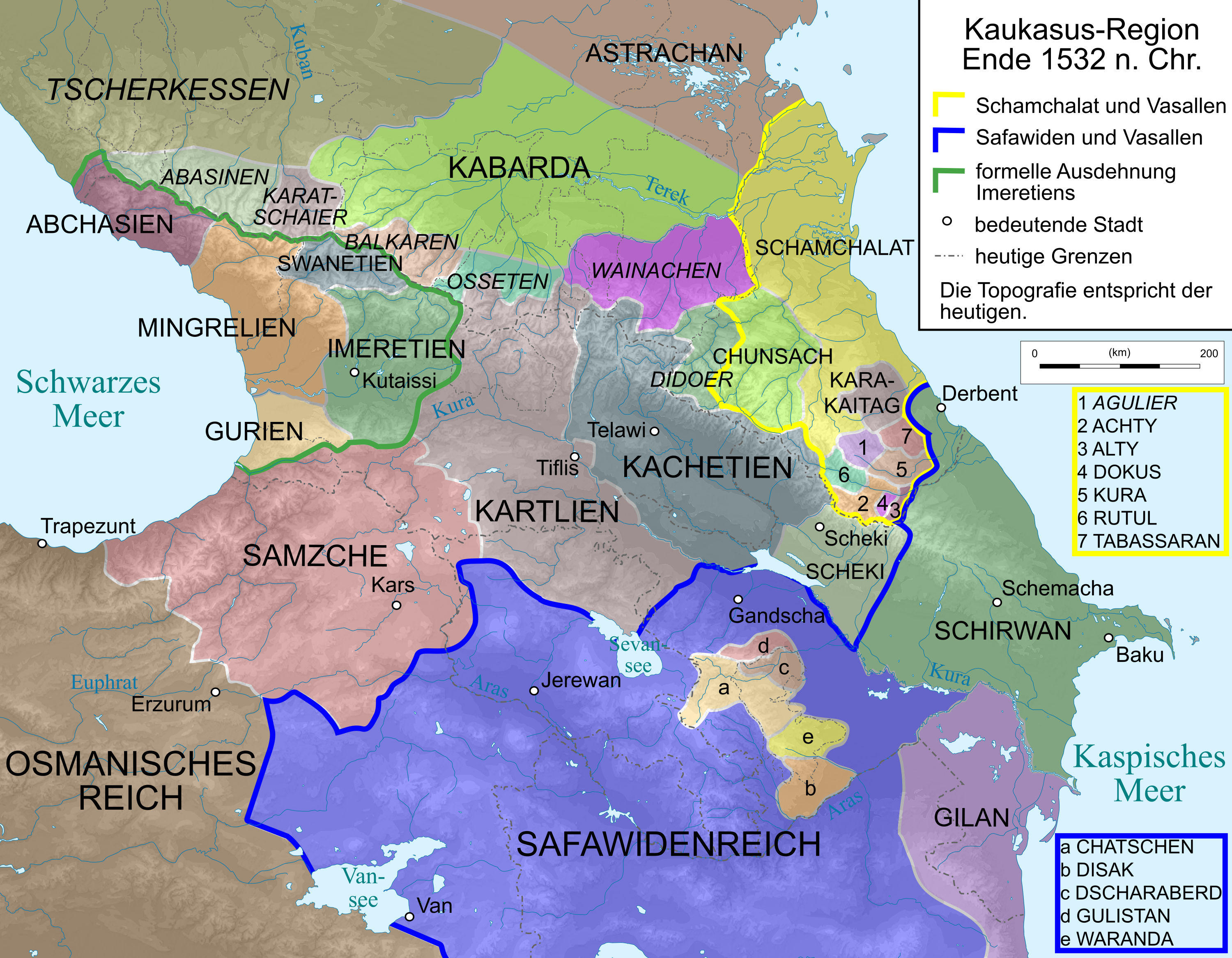
Карта Кавказа 1532 года

Известно, что в административном делении Сефевидов ульками (то есть страной) управлял вождь племени, который подчинялся беклербекам, либо назначался указом шаха, либо передавался какой-либо конгрегации, чья власть всё ещё подтверждалась шахом. В обоих случаях правителя «ульки» называли хаким (т. н. губернатор).
Во время путешествия Адама Олеария (1599—1671), посла Фридриха III, герцога Гольштейн-Готторпского, в Персию, губернатором Астары был Сару Хан, а центром был город Астара. Он также указал на правление Курчи-баши в Ленкорани и правление Гусейн Султана в Кызылагадже (персидский: قزل‌آغاج).
В исторической литературе и источниках существуют противоречивые мнения об управлении и административном делении региона в конце XVII — начале XVIII вв. Некоторые из них показывают, что регион состоял из двух административно-территориальных единиц, а другие показывают, что он состоял из трех единиц. Видади Мурадов (1956 г.р.) считает, что появление этой противоречивой информации связано со сложной политической ситуацией в регионе. Борьба за власть здесь приводила к частой смене границ территориальных единиц и их правителей и, как следствие, к появлению противоречивой информации.
Указ, изданный во время правления шаха-султана Хусейна (годы правления 1694—1722), гласит, что в Раджабе 1115 г. хиджры (ноябрь 1703 г.) всем Муганом, вместе с городом Ленкорань, правил правитель по имени Аббас-Коли Хан. В Астаре правителем был Муса-хан.В одной части документа, переведенном Владимиром Путуридзе (1893—1966), Аббас-Коли-хан показан как правитель Мугана, а в другой — как правитель Ленкорани и других территорий.
Шотландский путешественник Джон Белл (1691—1780) посетил Астару, Кызылагадж и Ленкорань с 12 декабря 1717 года по июнь 1718 года и упомянул названия этих мест в своей книге. Посланник русских в Персии Артемий Волынский (1689—1740) посетил регион в 1717—1718 годах. Он упомянул Астару, Ленкорань и Кызылагадж, и сказал, что в Астаре правит хан, а в Кызылагхадже правит султан. Русский лейтенант Федор Иванович Соймонов (1692—1780) и голландский картограф Карл Ван Верден (умер в 1731 году), отправившиеся в мае 1720 года исследовать Каспийское море, написали в устье реки Астара, что их встретил с большой добротой и дружелюбием правитель Астары, однако они не упомянули его имя. Историк Илья Павлович Петрушевский (1889—1977), опираясь на Тазкират ал-Мулук (ок. 1725), упомянул только два района — Астаринский и Караагадж. Астара, Уджаруд (персидский: اُجارود), Муган и Караагадж (персидский: قره‌آغاج) упоминаются в списке местных правителей в Тазкират аль-Мулук.
Русский историк Петр Григорьевич Бутков (1775—1857) указал, что в 1720-х годах Талышом управляли два правителя. Он заявил, что правитель по имени «Омир Агис» правил Ленкоранью, а Муса Хан — Кызылагаджем. Мамедова учла, что в российских исторических документах правителем Кызылагхая был Биджан Султан, а Муса-хан упоминался как правитель Астары, но Бутков показывает его как правителя Кызылагхая. Она считает, что информация Буткова неверна.
Согласно вышеприведенной информации, в 1720-х годах Ленкоранью и Муганом управлял Мир Аббас-хан, Астарой управлял Муса-хан, а Кызылагхаджем управлял Биджан-султан. В книге Мирзы Ахмада Муса Хан упоминается как правитель Астары, состоящей из районов Карганруд, Асалем, Вилкидж, Дерыг и Зуванд.

## История

### XVI век
Родство Сефевидов с правящей династией Талышей оказало серьёзное влияние на его общественно-политическую жизнь на несколько веков. Видимо, это родство стало причиной того, что молодой Исмаил Сафави (годы правления 1501—1524) провел зиму 1500 года в селе Арчиван Астаринской области. Это сыграло важную роль в увеличении числа сторонников Сефевидов. Можно было бы предположить, что родство с Сефевидами было более выгодным для талышских правителей. Они стали намного сильнее, полагаясь на это родство; даже несмотря на то, что они восстали против Сефевидов в 1540-х и 1590-х годах, они смогли сохранить свою власть.
Ведущие деятели Талыша были среди семи сподвижников Исмаила во время исхода 1500 года из Гиляна. Унаследованные правители Талыша стали активными участниками политических процессов во второй половине XV — начале XVI века. Они помогали Сефевидам в борьбе против конфедерации Ак Коюнлу и государства Ширваншахов. Высоко оценив их помощь, правители Сефевидов включили талышей в ряды кызылбашских племен. Наличие талышских вождей на второстепенных постах подтверждает относительную важность этих фигур в кызылбашской системе. Например, при завоевании Багдада в 1508 году талыш стал губернатором города и всего арабского Ирака. Ещё один правиел из талышей был губернатором Астарабада.
Хайдар (1554—1576) был сыном шаха Тахмаспа I (годы правления 1514—1576). Преемственность Хайдара после смерти его отца поддерживалась сложной коалицией, в которую входили некоторые талышские элементы при королевском дворе. Этой коалиции противостояли не менее сложные группы. Вскоре эта последняя группа захватила и убила Хайдара и освободила его старшего сводного брата Исмаила II (годы правления 1576—1577). Впоследствии возведение на престол Аббаса I (годы правления 1587—1629) в Казвине была поддержана талышами из Астары.
Согласно документу, относящемуся к могиле Бобогиль, Баяндур-хан был действующим правителем Астаринского района в 1551 году. Баяндур-хан долгое время был великим правителем Астаринского региона во время правления Тахмаспа I (годы правления 1524—1576), Исмаила II (годы правления 1576—1577) и Мохаммад Ходабанда (годы правления 1578—1587) и жили в Астаре. Во время османско-сефевидской войны Амир Хамзех-хан восстал против своего отца, Баяндур-хана, и взял под свой контроль регион Астара.
В 1590—1591 годах Зул-Фикар-хан Караманлу, назначенный правителем Ардебиля, назначил правителем Ленкорани своего брата Алванд Султана. Узнав о назначении Алванда губернатором Ленкорани, Хамзех-хан Талыш попытался помешать ему занять свой пост и выступил против правительственных войск. Однако он потерпел поражение и оказал сопротивление в замке Шиндан в Талышских горах, это событие произошло в 1000 г. хиджры (октябрь 1591 г. — октябрь 1592 г.). Замок находился в осаде в течение нескольких месяцев, сопротивление было сломлено, и Хамзех-хан был сослан в оккупированный Османской империей Ширван. Хамзех-хан остался в Ширване и был убит там секретными агентами шаха. Спустя два года после восстания Амира Хамзеха, из сострадания к своим сыновьям, Баяндуру II и Сару, шах Аббас предоставил правление Астарой Баяндуру II, а после него передал наследственную территорию Сару Хану. Наконец, был восстановлен Алванд Султан Караманлу с помощью сефевидских чиновников Ардебиля, Шейхавандов и Шахсеванов.

### XVII век
В 1604 году кочевникам Талыша было приказано помочь грузинскому князю Константину I Кахетинскому вернуть себе провинцию Ширван.
Сыновья покойного Хамзех-хана, Баяндур II и Сару, последовательно правили Талышом и входили в список великих эмиров. Во время великого восстания крестьян против шаха в Гиляне и Талыше, Сару-хан был назначен сепахсаларом (главнокомандующим) шахской армии. Он подавил восстание с большой жестокостью и поэтому пользовался большим уважением у шаха Сафи (годы правления 1629—1642). В списке эмиров 1628 года Искандар бек Мунши (ок. 1560 — ок. 1632) упоминает двух талышских эмиров: Сару-хана как правителя Астары; Бадр Султана как правитель нескольких талышских уездов.
Сейед Аббас был отправлен в Ленкорань в Раби аль-Тани 1064 г. хиджры (февраль 1654 г.) указом шаха Аббаса II (годы правления 1642—1666). Причиной этого назначения была его храбрость против османов. Сейед Аббас был фигурой, основавшей будущую династию Талышских ханов. Говорят, что он был родственником династии Сефевидов.
Внешние границы Персии оказались под давлением в конце XVII века. Туркменские племена совершили набег на северные приграничные районы, проникнув на территорию Сефевидов вплоть до Астары и Фарахабада в Каспийском регионе.

### XVIII век

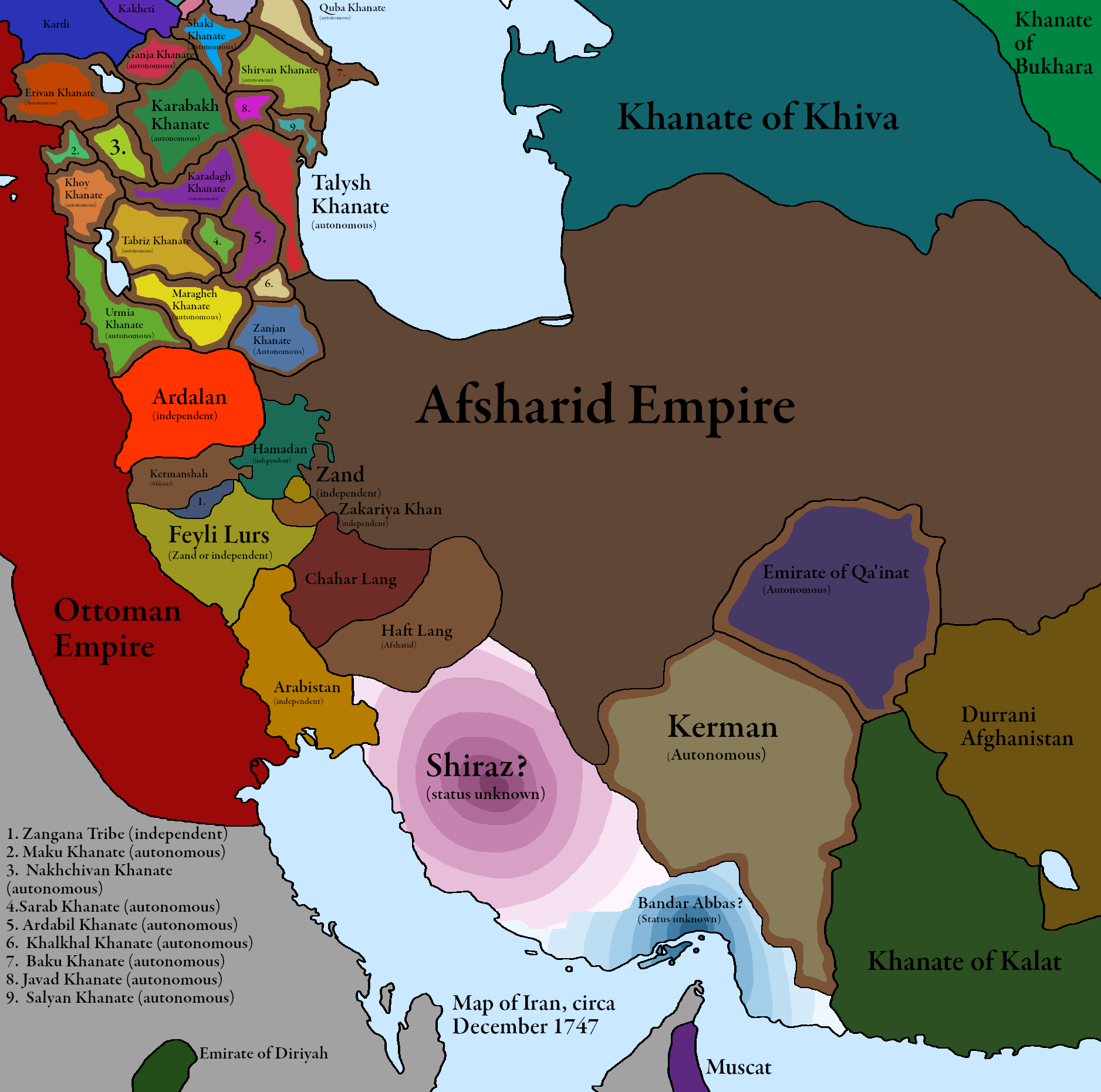
Карта Афшаридской Персии

Когда русские захватили Решт в 1722 году, министры (везири) Астары и Гаскара выступили в поход на Решт. Они собрали 15-тысячное войско, чтобы прогнать русских. Во время вторжения в прикаспийские провинции в 1723 году Мир Аббас-бек правил в Ленкорани и Мугане, Муса-хан в Астаре и Биджан-султан в Кызылагадже. После оккупации Баку в августе 1723 г. Мир Аббас-бег написал письмо генерал-майору Михаилу Матюшкину (1676—1737) и заявил о своей верности ему.
Согласно Константинопольскому договору 1724 г., прикаспийские провинции от Дербента до Астрабада должны были находиться под защитой России. Однако во время российской оккупации прикаспийских провинций в 1722—1735 годах талышские правители сохранили свою власть. В 1725 году османы захватили Ардебиль. 23 декабря русский генерал-майор Василий Яковлевич Левашов (1667—1751) потребовал, чтобы османы выполнили условия соглашения между двумя империями и ушли из Ардебиля. Однако османская сторона не только отвергла это требование, но даже захватила Астару и Карганруд в 1726 году. Это вызвало протест русских.

Али-паша из Ардебиля объясняет оккупацию Астары и Карганруда следующим образом:
Эти районы не подчинялись ни одной из трех сторон, и здесь собиралось много людей с территорий, оккупированных османами. Они собрались вместе и напали на османские войска. Османы заняли вышеупомянутые места, чтобы положить этому конец.
Однако строгая налоговая политика османов вскоре привела к народному восстанию. С жителей Астары потребовали 140 тысяч манатов. Главная причина этого восстания, хан Астары, вынужден был искать защиты у России из-за страха быть наказанным османами. Все это создало благоприятные условия для захвата русскими Астары и близлежащих провинций. Мир Аббас бек, правитель Ленкорани, попросил российское командование в Баку без промедления отправить часть войск на лодках на остров Сари и сказал, что Мир Аббас бек останется на острове Сари до тех пор, пока российские войска не захватят Ленкорань. Он хотел оружие и боеприпасы и сказал, что собрал группу из тысячи человек. Некоторое время назад против русских выступал брат Мир Аббасбека. Мир Азиз-хан начал разговаривать со своим братом, приводя в пример Муса-хана из Астары под защитой Османской империи. Вскоре между двумя братьями возник конфликт, вероятно, в результате некоего заговора Муса-хана из Астары. В то же время османы захватили и убили Мир Аббас-бека. После этого Мир Азиз-хан испугался и вынужден был искать защиты у России. По словам Левашова, в октябре 1726 года Муса-хан находился под защитой османов и имел с собой несколько османских воинов, которые защищали его.
После ухода османов из Астары осенью 1726 года Муса-хан прибыл в Решт, чтобы попросить главнокомандующего русскими войсками на Кавказе генерала Василия Владимировича Долгорукова (1667—1746) защитить их от мести, пообещав свою верность России и просит защиты у России. Вместо помощи русских он согласился внести определённую сумму в царскую казну. 8 декабря 1726 года Муса-хан и его придворные принесли присягу на верность России. В то время он был правителем областей Астара и Карганруд. 18 марта 1727 г. к Долгорукову явился султан Гызылагаджа Биджан и присягнул на верность России. По утверждению Долгорукова, Биджан оставался своим правлением. Биджан по происхождению был грузином.
Долгоруков решил захватить земли от Гаскара до Сальяна. В январе в Астару прибыл бригадный генерал Штерншанц, которого послал Долгоруков, с 500 войсками. Вслед за ним Долгоруков вместе с 300 драгунами двинулся в Астару. Муса-хан с радостью встретил его и пообещал построить в Астаре крепость на собственные средства. Долгоруков пообещал ему покровительство императора, которое подтвердит его как правителя Астаринской губернии. Вместо этого Муса-хан пообещал перечислить 50 тысяч из доходов провинций Астара и Карганруд в царскую казну. Долгоруков поручил Штерншанцу построить в Астаре крепость. Также он передал Штерншанцу в управление Астаринский, Карганрудский и Ленкоранский районы. 12 декабря 1727 г. в селе Мабур (близ Шемахи) был подписан договор между Российской и Османской империями. По решению представителей обоих государств, российские войска сохранили часть Мушкур, Ниязабад, Джавад, Сальян, Ленкорань, Астаринский, Кызылагаджский районы и Талышские горы, но без применения оружия.
После взятия Астары Штерншанц со своим войском направился в Ленкорань. Мир Азиз-хан изначально отрицательно относился к прибытию российских войск. Узнав о вражеской позиции правителя Ленкорани, Штерншанц направил туда свои войска, но Мир-Азиз-хан избежал военных столкновений, кроме небольших стычек. В конце концов, Мир Азиз-хан обнаружил, что они не могут противостоять российским войскам, поэтому принял покровительство Российской империи и обязался платить не менее 5000 манатов в год. Штерншанц приказал построить крепость в Астаре и в селе Джил Ленкоранского села. В связи с возвращением Долгорукова в Москву в 1728 году управление Гиляном и Астарой было возложено на Левашова.
По словам Левашова, Мустафа-паша из Ардебиля неоднократно уговаривал Мусу-хана встать на его сторону. Османы с помощью человека по имени Вейсел и других местных жителей, которых привлекла османская сторона, нанесли серьёзный ущерб российскому правительству на побережье Каспия. В 1728 году Вейсель совершил серию партизанских набегов на Астару и другие районы. Левашов сообщил об этих событиях Ивану Неплюеву (1693—1773), тайному посланнику царя в Константинополе, и написал, что он атаковал Астаринскую провинцию с 600—700 войсками. 28 августа 1730 года генерал Фамицы сообщил Долгорукову, что Муса-хан оставил одного из своих сыновей в Реште, а другого в Астаре и присоединился к Мохаммад-Коли-хану, османскому правителю Халхала. К ним присоединились Джафар Султан и правитель Карганруда Зарб-Али-бек.
Основной причиной его отъезда стали безграничные подозрения русского генерала Фамицы. Похоже, что российское правительство не только ограничивало власть местных феодалов, но и относилось к ним с подозрением и строгим контролем. Левашов сообщил императрице Анне (годы правления 1730—1740), что Муса-хан напал на казачьи дружины, убил 3 солдат и ранил 3 солдат. На этот раз Муса Хана видели с Мохаммад-Коли Ханом в Ардебиле. По словам Левашова, в сентябре 1730 года в Ленкоранском и Аркиванском уездах собралось много повстанцев. Когда весь Карганруд восстал, генерал Фамицы послал полковника Ступиша с отрядом в 500 человек. 13 декабря он прибыл из Астары в Карганруд и вернулся в Астару 13 января 1731 года, когда полковник Ступиш сжег несколько деревень и уничтожил большое количество повстанцев. Таким образом, восстание показало, что коренные жители не склонны к русским. Когда Муса-хан вернулся в Астару в сентябре 1730 г., русские чиновники вновь назначили его, учитывая его престиж среди населения.
Согласно Раштскому договору, подписанному 1 февраля 1732 года, Россия взяла на себя территории к югу от реки Кура, а согласно Гянджинскому договору 1735 года территории к северу от реки Куры были возвращены Персии, а русские войска были полностью выведены с этих территорий. В 1730-х годах большая часть региона находилась под властью Муса-хана, признавшего власть Надир-шаха. Также в этот период ситуация в регионе была крайне проблемной. Непрерывные войны во главе с Надиром и жёсткая налоговая политика серьёзно ухудшили положение людей и спровоцировали восстания в регионе. Надир безжалостно подавил одно из этих восстаний в Астаре в 1734 году.

## Экономика
Астара и Ленкорань были одними из важных городов на торговых путях, особенно Астара проходила через шёлковые пути северного Ирана. Большая часть шёлка, перевозимого в то время для производства в Италии, действительно происходила из Ирана. «Сета Талани» было названием шёлка из Талыша.

## Список правителей

### Астара
Мохаммад Мирза Талыш (? −1538)
Кубад Хан (? −1539)
Баяндур-хан I (1539—1581)
Хамза Хан I (1581—1592)
В 1593 году шах Аббас I подарил этот регион Фархад-хану Караманлу.
Баяндор-хан II (1610—1628)
Сару-хан (1628—1648)
Калич-хан (1648—1659)
Хама Хан II (1684—1697)
Муса Хан

### Ленкорань
Коке Тахан (1695—1697)
Аббас-Коли хан (1697—1726)
Азиз Хан (1726-)